# 情報WAVEかごしま
『情報WAVEかごしま』（じょうほうウェーブかごしま）は、NHK鹿児島放送局が放送している『NHKニュース』の地域情報番組・ニュース番組である。かつては『さきどり!情報かごしま』と題して放送されていたが、鹿児島局放送会館の移転に伴い、昼前に放送の『フレッシュ情報かごしま』とともに2006年10月30日にタイトルが変更された。
本項目では、関連番組として放送されている『情報WAVE845かごしま』ならびに『情報WAVE645かごしま』についても記述する。
2023年5月15日より、NHKプラスの「ご当地プラス（九州・沖縄エリア）」において見逃し配信を開始した。

## 放送時間
いずれもJST、後続の『NHKニュース7』との間に18:59:00からの1分間の番組宣伝枠が存在する（当初は18:58:55から）、年末スペシャルや特別編成による放送時間の短縮などの編成時は番組宣伝枠を休止し『NHKニュース7』とステブレレス編成となる。
- 平日 17:30 - 19:00 （2006年度・2007年度） - 18時からの10分間は東京発全国ニュースを放送。
- 平日 18:10 - 19:00 （2008年度 - ） - 『ゆうどきネットワーク』が枠拡大・全国化したことによって1年ぶりに放送されることになったため、18時台のみに放送のローカルニュース番組として再出発。
  - 祝日・年末年始は放送休止となり、18:45 - 19:00（年末年始は18:50 - 19:00）に拠点の福岡放送局から「ニュース・気象情報（九州沖縄）」を同時ネットする。
  - また、平日であっても春の大型連休の谷間やお盆休み、年末年始（12月28日までと1月4日以降）は特別編成のため放送休止となり、18:45までは別番組を、18:45 - 18:59に『情報WAVE645かごしま』をそれぞれ放送する。その他にも、稀に特設ニュースや国政選挙・鹿児島県知事選挙の選挙運動期間中の18時台に政見放送が編成された場合には短縮・休止となるか、特設ニュースや政見放送を挟んだ2部構成で放送される場合がある。

## キャスター
| 期間                           | 男性キャスター    | 男性キャスター    | 女性キャスター        | 女性キャスター        | 女性キャスター        | 気象予報士 （気象情報） |
| 期間                           | 月曜 - 木曜       | 金曜              | 月曜・火曜            | 水曜・木曜            | 金曜                  | 気象予報士 （気象情報） |
| ------------------------------ | ----------------- | ----------------- | --------------------- | --------------------- | --------------------- | ----------------------- |
| 2006年10月30日 - 2008年3月28日 | 木村高廣          | 木村高廣          | 田上真澄 平原沖恵     | 田上真澄 平原沖恵     | 田上真澄 平原沖恵     | 今村聡                  |
| 2008年3月31日 - 6月27日        | 木村高廣          | 木村高廣          | 平原沖恵              | 平原沖恵              | 平原沖恵              | 今村聡                  |
| 2008年6月30日 - 2009年3月27日  | 北野剛寛          | 北野剛寛          | 平原沖恵              | 平原沖恵              | 平原沖恵              | 今村聡                  |
| 2009年3月30日 - 2012年3月30日  | 岩元良介          | 岩元良介          | 東條智子 笠井由香里   | 東條智子 笠井由香里   | 東條智子 笠井由香里   | 今村聡                  |
| 2012年4月2日 - 7月20日         | 田中朋樹          | 田中朋樹          | 逆瀬川幸子 竹田瞳     | 逆瀬川幸子 竹田瞳     | 逆瀬川幸子 竹田瞳     | 今村聡                  |
| 2012年7月23日 - 7月27日        | 廣田直敬          | 廣田直敬          | 逆瀬川幸子 竹田瞳     | 逆瀬川幸子 竹田瞳     | 逆瀬川幸子 竹田瞳     | 今村聡                  |
| 2012年8月15日 - 2014年3月28日  | 三輪洋雄          | 三輪洋雄          | 逆瀬川幸子 竹田瞳     | 逆瀬川幸子 竹田瞳     | 逆瀬川幸子 竹田瞳     | 今村聡                  |
| 2014年3月31日 - 2015年7月17日  | 髙木優吾          | 髙木優吾          | 前川香菜 中島三奈     | 前川香菜 中島三奈     | 前川香菜 中島三奈     | 今村聡                  |
| 2015年7月21日 - 2017年3月24日  | 酒匂飛翔          | 酒匂飛翔          | 前川香菜 中島三奈     | 前川香菜 中島三奈     | 前川香菜 中島三奈     | 今村聡                  |
| 2017年3月27日 - 3月31日        | 小山凌            | 小山凌            | 前川香菜              | 前川香菜              | 前川香菜              | 今村聡                  |
| 2017年4月3日 - 2019年3月29日   | 柴崎行雄          | 柴崎行雄          | 村上留奈 久木山文女   | 村上留奈 久木山文女   | 村上留奈 久木山文女   | 今村聡                  |
| 2019年4月1日 - 2020年3月27日   | 柴崎行雄          | 柴崎行雄          | 久木山文女 浦田紗絵子 | 久木山文女 浦田紗絵子 | 久木山文女 浦田紗絵子 | 今村聡                  |
| 2020年3月30日 - 2021年3月26日  | 柴崎行雄          | 柴崎行雄          | 浦田紗絵子 宮島実結   | 浦田紗絵子 宮島実結   | 浦田紗絵子 宮島実結   | 神谷亜弓                |
| 2021年3月29日 - 2022年4月1日   | 齋藤湧希          | 齋藤湧希          | 浦田紗絵子 宮島実結   | 浦田紗絵子 宮島実結   | 浦田紗絵子 宮島実結   | 神谷亜弓                |
| 2022年4月4日 - 2023年2月24日   | 齋藤湧希 白鳥哲也 | 齋藤湧希 白鳥哲也 | 山下智子 宮田侑季     | 山下智子 宮田侑季     | 山下智子 宮田侑季     | 神谷亜弓                |
| 2023年2月27日 - 2024年3月29日  | 白鳥哲也          | 白鳥哲也          | 山下智子 宮田侑季     | 山下智子 宮田侑季     | 山下智子 宮田侑季     | 神谷亜弓                |
| 2024年4月1日 - 2025年3月28日   | 白鳥哲也          | 島田莉生          | 山下智子              | 益田美悠              | 石塚真由              | 岡田悠                  |
| 期間                           | 男性キャスター    | 男性キャスター    | 女性キャスター        | 女性キャスター        | 女性キャスター        | 気象予報士 （気象情報） |
| 期間                           | 月曜・火曜        | 水曜 - 金曜       | 月曜・火曜            | 水曜・木曜            | 金曜                  | 気象予報士 （気象情報） |
| 2025年3月31日 - 現在           | 島田莉生          | 白鳥哲也          | 山下智子              | 益田美悠              | 石塚真由              | 岡田悠                  |

## テーマ曲
- 放送開始[9] - 2010年度（ELEKTEL）
- 2022年度[注釈 13][10] - 現在（タフゾンビ）

## 主なコーナーとその内容

### 18時台

#### 月曜日
- チェスポ! - スポーツコーナー。開始当初は隔週月曜日に放送されていたが、後に毎週放送に変更されている。

#### 火曜日
- 支局だより

以下は毎月1回放送
- かごBiz -
- ローカルフレンズ鹿児島 -

#### 水曜日
- 撮ってもビデオ
- 島だより - 毎月1回水曜日に放送、鹿児島県内の離島に住んでいる方から投稿されたビデオを紹介する。

#### 木曜日
- おいしいかごしま - 当初は毎週金曜日に放送、鹿児島の食材を紹介する。番組開始当初に放送されていた同名のコーナーとは異なり、番組中に料理は行わない。

#### 金曜日
- Fridayチェスポ! - 2023年度から放送。

### 17時台
『ゆうどきネットワーク』の放送再開によって17時台そのものが廃枠になったため、以下に挙げるコーナーは2008年3月に終了した。『ひるまえクルーズかごしま』や『かごしま大作戦』など、他番組へ移されたコーナーもある。

#### 月曜から金曜
- ありがとう - 鹿児島県内各地に出向き、ありがとうを言いたい方への言葉をボードに書いて提示してもらう1分間のコーナー。楽曲にはありがとう (井上陽水奥田民生の曲)を使用していた。

#### 月曜日
以下は『おやっと5』時代から行われていたコーナー。
- 絵てがみ - 季節の風景などを前もって告知し、絵手紙にして送ってもらったものを紹介する。絵手紙の先生が出演。
- さつま狂句 - 本番組の開始当初は木曜17時台に放送。さつま狂句の先生の鹿児島弁の解説や、句の作り方、視聴者から募集した句も紹介する。17時台の廃枠後には『かごしま大作戦』、『ひるまえクルーズかごしま[注釈 14]』に移動して続けられた後、本番組へ復帰していた。2024年3月25日で終了。

#### 火曜日
- おいしいかごしま - 料理コーナー。レシピは毎週金曜日に公式サイトにアップされていた。『おやっと5』17時台で行われていた当時のコーナー名は「おやっとキッチン」であった。。
- かごしま一番星 - 県内各地の人々が様々な分野の第一線で奮闘する姿を紹介していた。2009年度から放送、2024年3月13日で終了。

#### 水曜日
- 学校がいちばん! - 毎週一つの学校の生徒が自分の学校を紹介する。さきどり!情報かごしままで放送していたコーナー「かごしま元気キッズ」とほぼ同趣旨。

#### 木曜日
- さつま狂句 -

#### 金曜日
- ハートプラザ - NHKからのお知らせ。
- ふるさと便り - 県内のケーブルテレビ局からの地域の祭事やイベントの紹介。

### 18時台
- WAVEスポーツ
- 撮って送って運動部 - 2007年3月終了。
- けいざいWAVE - 2007年ごろまで放送。
- ひっとべライブ
- ネットワーク九州沖縄 - 18:33から18:45に放送されていたコーナー。2012年度のみに実施。番組状況によって前半7分間のニュースパートもしくは後半5分間の中継パートのどちらかのネット。休止になる場合もあった。後継番組である『九州沖縄のニュース・気象情報』（18:10から放送）をNHK鹿児島ではネットせず、本番組の18:10スタートを維持していた。2015年度からは九州・沖縄ブロック枠は18:45 - 18:52に変更されたが、こちらもネットされなかった。
- お便りコーナー - 『HGX』時代から12年間続けて行われていたお便りコーナー。2012年3月まで実施。
- かごしま一番星ライブ - 開始時期不明、月曜日に放送されている「かごしま一番星」のうちミュージシャンに焦点を当てたコーナー、田上真澄が担当していた。2015年3月27日をもって終了。2015年4月からはKAGOSHIMAキラッとライブとして不定期放送になった後、2018年3月終了。
- 日めくりカレンダー - その日に何があったかをVTRで紹介する。2013年度から3年間実施。
- びっクリ旅が参ります[11] - 鹿児島ならではの“人情”や“人の温もり”を求めて43市町村を旅する、ぶっつけ本番の旅。2016年度から4年間不定期放送。
- 九州沖縄 新型コロナ関連ニュース - 2020年5月11日から5月21日[注釈 15]までの間、18:30 - 18:52の枠で福岡から放送[注釈 16]。

## 情報WAVE845かごしま
『情報WAVE845かごしま』（じょうほうウェーブはちよんごかごしま）は、NHK鹿児島放送局で2021年4月21日から毎週月曜 - 金曜 20:45 - 21:00に放送されているローカルニュース番組である。前番組は『ニュース845かごしま』。
2021年3月29日から4月20日までオープニングタイトルでのみ先行して本タイトルを使用し、番組表でも表記が変更されたのは同年4月21日から。
『ニュース845かごしま』時代と同様、祝日及び年末年始は放送休止となり、20:55 - 21:00に福岡発の「九州・沖縄のニュース・気象情報」を5分間放送する（12月31日を除く）。

## 情報WAVE645かごしま
『情報WAVE645かごしま』（じょうほうウェーブろくよんごかごしま）は、NHK鹿児島放送局で2022年4月から毎週土曜、日曜の18:45 - 18:59に放送されているローカルニュース番組である（2023年3月までは祝日にも放送されていた）。18:53 - 18:55には東京・放送センターからの全国の気象情報を同時ネットする。また、平日であっても春の大型連休の谷間やお盆、年末年始（12月28日までと1月4日以降）などで『情報WAVEかごしま』が休止となる場合には代替として『情報WAVE645かごしま』が放送される。この場合は東京からの全国の気象情報は入らず、全編鹿児島のスタジオから放送される。

### キャスター
番組は県内の気象情報も含めて久木山が担当するが、鹿児島県内で重大ニュースや災害が発生またはその恐れがある時にはアナウンサーが担当する場合がある。また、平日に『情報WAVEかごしま』の代替として放送された場合は久木山ではなく白鳥以外の鹿児島局アナウンサーの誰か1人が日替わりで担当する場合があった。
2024年4月6日以降は山城優子との交代制となっている。
| 期間     | 期間      | キャスター          | キャスター          |
| -------- | --------- | ------------------- | ------------------- |
| 2022.4.9 | 2024.3.31 | 久木山文女          | 久木山文女          |
| 2024.4.6 | 現在      | 久木山文女 山城優子 | 久木山文女 山城優子 |

### 主なコーナーとその内容

#### 土曜日
- ショート動画で一週間 - NHK鹿児島のSNSアカウントで発信されたショート動画で鹿児島県内の一週間のニュースを振り返る。

#### 日曜日
- 週間予定 - 翌日以降の一週間、鹿児島県内で行われるイベント等の紹介を行う。